# Angela Carugati
Angela Carugati (Firenze, 1881 – Napoli, 1977) è stata una pittrice italiana.

## Biografia
Angela Carugati nasce a Firenze, ma dimora a Napoli dall'età di cinque anni Nella città partenopea avviene la sua formazione artistica presso l'Istituto di Belle Arti, che comincia a frequentare a dodici anni. È allieva di Domenico Morelli. Fra i suoi insegnanti vi sono anche Filippo Palizzi e Gioacchino Toma. Terminati gli studi inizia ad insegnare disegno professionale e nozioni di arte applicata presso le scuole femminili professionali Regina Elena di Savoia a Napoli. 
Artista versatile, dipinge paesaggi, nature morte e ritratti, utilizzando sia la tecnica ad olio sia il pastello. Si distingue per la grande abilità nell'uso del colore.
Nel corso degli anni, partecipa più volte alla Società promotrice di Napoli Salvator Rosa e a circa 150 esposizioni nazionali ed internazionali. Nel 1908 e nel 1910 è a Milano all'Esposizione Nazionale di Belle Arti della Regia Accademia di Belle Arti di Brera, dove espone il quadro Uno scolaro. Al Salon d'Automne di Parigi del 1909 espone Ritratto e Triste canzone nella sezione arte moderna italiana. A Torino, è presente all'Esposizione Internazionale femminile di Belle Arti del 1910 e del 1911 con tre lavori: Gigetto, Prime nubi e Ortensie.
L'opera Grigio (Paesaggio con case), esposta nel 1937 a Napoli alla Mostra della Società promotrice di Belle Arti Salvator Rosa, si trova nella collezione del Quirinale.
Amante della solitudine, la sua vena artistica si esprime anche nella scrittura di versi di cui pubblica alcune raccolte.